# Ganoderma limushanense
Ganoderma limushanense är en svampart som beskrevs av J.D. Zhao & X.Q. Zhang 1986. Ganoderma limushanense ingår i släktet Ganoderma och familjen Ganodermataceae.   Inga underarter finns listade i Catalogue of Life.